# Меликсетян, Давид
Дави́д Меликсетя́н (арм. Դավիդ Մելիքսեթյան; 1 февраля 1989, Ереван, Армянская ССР, СССР) — армянский футболист, защитник.

## Биография
Давид Меликсетян является воспитанником ереванского «Арарат». До 2008 года выступал в фарм-клубе «Арарата» под 19-м номером. Первое время Меликсетян выходил на замены в концовке матчей. Однако, потом ситуацию изменилась в лучшую сторону. Футболист чаще начал выходить в основе. В 2009 году было принято руководством клуба, что «Арарат-2» не будет участвовать в Первой лиге. Одна часть игроков дубля перешла в другие клубы, другая же осталась и была переведена в основной клуб.
С 2009 года Меликсетян выступает в основной команде. Первый матч за клуб провёл 10 мая 2009 года в домашней игре против «Улисса», в котором хозяева проиграли 0:1. В первом круге чемпионата Меликсетян выходил на поле с перерывами. Со второго круга он потерял место в составе и основательно сел в запас. По завершении сезона 2010 покинул расположение клуба.

## Достижения
- Обладатель Суперкубка Армении: 2009